# Rapporto giromagnetico
In fisica, in particolare in meccanica quantistica, il rapporto giromagnetico di un sistema o di una particella è dato dal rapporto tra il momento magnetico e il momento angolare del sistema o della particella, ed è denotato dal simbolo γ. La sua unità di misura è radianti su secondo per Tesla (s-1·T -1), o equivalentemente Coulomb su kilogrammo (C·kg-1).
Il termine "rapporto giromagnetico" è spesso usato come sinonimo di fattore-g, una quantità molto simile ed adimensionale.

## Rapporto giromagnetico di una carica orbitante
Data una carica elettrica che ruota attorno ad un asse di simmetria, essa possiede sia un momento di dipolo magnetico che un momento angolare orbitale. Il rapporto giromagnetico è in tal caso:
{\displaystyle \gamma _{j}={\frac {q}{2m}}}
dove q è la carica ed m la sua massa.

Detto r il raggio dell'orbita e A = πr2 l'area delimitata da essa, e detta m la massa e L=mvr il momento angolare, si ha infatti che l'intensità del momento di dipolo magnetico è
{\displaystyle \mu =IA={\frac {qv}{2\pi r}}\times \pi r^{2}={\frac {q}{2m}}\times mvr={\frac {q}{2m}}L}
così che il rapporto giromagnetico è il rapporto tra momento di dipolo magnetico e momento angolare.

Nel caso dell'elettrone, il valore del fattore-g è:
{\displaystyle g_{\mathrm {e} }=2.0023193043617(15)\ }
Il rapporto giromagnetico dell'elettrone è:
{\displaystyle \gamma _{\mathrm {e} }=-1.760\,859\,770(44)\times 10^{11}\,\mathrm {rad\ s^{-1}T^{-1}} .}
Anche i rapporti giromagnetici di altre particelle sono stati misurati con buona precisione, quali quelli del protone, del neutrone e del muone.

## Rapporto giromagnetico e precessione di Larmor
Ogni sistema libero con un dato rapporto giromagnetico se messo in un campo magnetico B che non sia allineato con il suo momento magnetico precede con una frequenza f proporzionale al campo:
{\displaystyle f={\frac {g_{j}}{2\pi }}B}
Il rapporto giromagnetico determina quindi la frequenza della precessione di una particella in un campo magnetico.

## Il rapporto giromagnetico nucleare
Il rapporto giromagnetico del nucleo atomico gioca un ruolo centrale nella risonanza magnetica nucleare in chimica e in medicina. Questo rapporto, che differisce da nucleo a nucleo, indica la frequenza con cui un nucleo precede attorno ad un campo magnetico esterno. Il valore di questo rapporto è positivo se momento magnetico e momento angolare sono paralleli negativo se sono antiparalleli.
Di seguito vengono presentati i rapporti giromagnetici {\displaystyle {\frac {\gamma }{2\pi }}}
(espressi in MHz/T) di alcuni nuclei maggiormente usati nella risonanza magnetica nucleare.
| 1H    | 42.5756 MHz/T |
| 3He   | 32.4326 MHz/T |
| 7Li   | 16.5464 MHz/T |
| 13C   | 10.7052 MHz/T |
| 19F   | 40.0538 MHz/T |
| 23Na  | 11.262 MHz/T  |
| 31P   | 17.2348 MHz/T |
| 129Xe | 11.778 MHz/T  |